# Magdalena Eriksson
Magdalena Lilly Eriksson, född 8 september 1993 i Skarpnäcks församling, Stockholm, är en svensk fotbollsspelare (försvarare). 2014 debuterade hon i svenska landslaget. I november 2020 tilldelades hon Diamantbollen. Hon spelar sedan 2023 klubbfotboll för Bayern München.
I december 2021 rankades Eriksson som 11:e bästa fotbollsspelaren i The Guardians lista över de 100 bästa kvinnliga fotbollsspelarna och tog 2022 en plats i världslaget, utsett av Fifa och Fifpro.

## Biografi

### Klubbkarriär
Erikssons moderklubb är Enskede IK. Hon gick 2009 över till Hammarby IF och debuterade där i A-laget 2011. Efter 19 matcher i Damallsvenskan fortsatte hon elitsatsningen året därpå i Djurgårdens IF.
2013 skedde en övergång till Linköping FC. I början av 2014 fick hon en knäskada efter att ha kolliderat med sin egen målvakt. Detta lämnade henne skadad i tre månader. Efter fem säsonger i Linköpings FC undertecknade Magdalena Eriksson i juli 2017 ett tvåårigt kontrakt med Chelsea Ladies. Senare förlängdes kontraktet till 2023. Den 6 september 2019 blev Eriksson ny lagkapten för laget. Hon har även hoppat in som lagkapten tidigare.
I december 2021 fick Eriksson en vristskada och tvingades bryta Champions League-matchen mot Wolfsburg. Det medförde att Chelsea-kaptenen tvingades avstå  från alla klubbmatcher och missade Algarve Cup med landslaget i slutet av februari 2022. Först 5 mars blev hon återigen spelbar inför finalmatchen i FA Women's League Cup mot Manchester City.
Den 1 juni 2023 meddelades att hon skulle flytta till FC Bayern. I december 2023 drabbades hon av en mellanfotsfraktur mot Ajax, vilket krävde operation och uteslöt henne till mars 2024. Hon vann senare mästerskapet och Supercupen för Bayern. 2025 vann de mästerskapet igen och senare cupen.

### Svenska landslaget
Magdalena Eriksson har spelat 4 U23-landskamper och 24 F19-landskamper för Sverige. Hon gjorde debut för A-landslaget den 8 februari 2014 i en 3–0-förlust mot Frankrike.
Magdalena Eriksson var uttagen i den trupp som representerade Sverige och tog silver vid de olympiska spelen i Rio de Janeiro 2016.
I juli 2017 lade Pia Sundhage till Magdalena Eriksson till Sveriges landslagstrupp till det kommande EM i Nederländerna. Under den andra halvan av 2010-talet har hon fått en fast plats i landslaget, och fram till våren 2019 har Magdalena Eriksson spelat 48 A-landskamper.
I maj 2019 blev Eriksson uttagen i Sveriges trupp till världsmästerskapet i fotboll 2019. Sverige fick brons i mästerskapet där hon spelade sex av totalt sju matcher och gjorde ett mål.
Hon medverkade även vid OS 2020 i Tokyo, där landslaget vann alla matcher utom finalen som slutade 2-3 till Kanada. Under hela turneringen spelade Eriksson totalt fem matcher och gjorde ett mål mot Japan. Dessutom startade hon som lagkapten i sista gruppspelsmatchen mot Nya Zeeland.

### Privatliv
Magdalena Eriksson har en relation med den danska landslagsspelaren Pernille Harder sedan maj 2014. De två var under några år lagkamrater i Linköping FC och spelade från 2020 till 2023 tillsammans i Chelsea. De bytte tillsammans 2023 till Bayern München. Den 21 juli 2024 meddelade hon att hon var förlovad med Harder.